# Disoccupate le strade dai sogni
Disoccupate le strade dai sogni, pubblicato nel 1977, è il quinto album del cantautore Claudio Lolli.

## Descrizione
I cinque musicisti che, assieme a Lolli, partecipano alla registrazione del disco sono tutti futuri membri del gruppo di rock progressivo bolognese Orchestra Njervudarov.
Il cantautore ha in seguito inciso nuove versioni di alcune canzoni di questo disco: Incubo numero zero sull'album Nove pezzi facili (1992); Analfabetizzazione e Canzone dell'amore o della precarietà in Dalla parte del torto (2000).

## Tracce
Testi e musiche di Claudio Lolli.
Lato A
1. Alba meccanica – 2:54
2. Incubo numero zero – 6:31
3. La socialdemocrazia – 3:28
4. Analfabetizzazione – 5:23
5. Attenzione – 4:15
6. Canzone dell'amore o della precarietà – 2:12

Lato B
1. Canzone scritta sul muro – 7:39
2. Autobiografia industriale – 7:10
3. Da zero e dintorni – 3:40
4. I giornali di marzo – 3:08

## Formazione
- Claudio Lolli – voce
- Piergiorgio Bonafé – sassofono soprano, sassofono tenore, flauto
- Marcello Castellana – tastiere
- Roberto Costa – trombone, basso elettrico
- Bruno Mariani – chitarra elettrica, chitarra a 12 corde, chitarra acustica
- Adriano Pedini – batteria, percussioni